# Pinehurst Resort

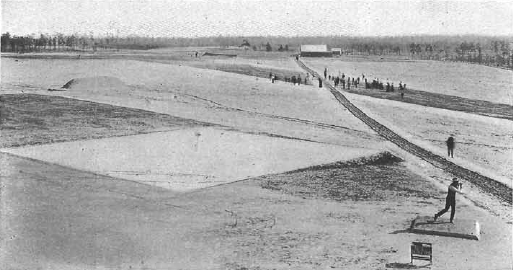
Pinehurst en 1901. Le Parcours #1 avait des carrés de sable verts à cette époque. Le Parcours #2 fut converti de carrés de sable mouvants à la tourbe des Bermudes en 1935.

Le Pinehurst Resort est un club de golf situé à Pinehurst dans l'État de la Caroline du Nord, aux États-Unis. Il fut l'hôte de nombreux tournois prestigieux : l'US Open à trois reprises, le championnat de la PGA et la Ryder Cup.
Pinehurst comprend neuf parcours de 18 trous, chacun nommé d'un simple chiffre, et un parcours de 9 trous. Pinehurst No 2 est fréquemment classé comme l'un des plus beaux parcours des États-Unis. Pinehurst comprend aussi trois hôtels, ainsi que de nombreuses villas, restaurants et activités de loisirs.

## Histoire
Pinehurst est fondé par James Walker Tufts, propriétaire d'une entreprise de soda à Boston. Le premier parcours est ouvert en 1897-98. Pinehurst No 2, la parcours le plus célèbre, est ouvert en 1907.
Pinehurst reçoit le championnat de la PGA en 1936, son premier tournoi majeur, remporté par Denny Shute. En 1951, le parcours accueille la Ryder Cup qui voit la victoire des États-Unis 9½ - 2½ sur le Royaume-Uni. Puis, l'US Open se tient à trois reprises sur le parcours no 2 en 1999 (victoire de l'Américain Payne Stewart), en 2005 (victoire du Néo-zélandais Michael Campbell), et en 2014 (première victoire d'un Européen du continent, l'Allemand Martin Kaymer).

## Parcours
Pinehurst Resort gère neuf parcours de 18 trous :
- No 1 (par 70), le plus ancien parcours du club ouvert en 1897 et dessiné par Dr. Leroy Carver (9 premiers trous), John Dunn Tucker (9 derniers trous) et Donald Ross (conversion en 18 trous)[2].
- No 2 (par 72), le plus célèbre parcours du club dessiné par Donald Ross et ouvert en 1907[3].
- No 3  (par 68), le parcours le plus court du club dessiné par Donald Ross et ouvert en 1910.
- No 4 (par 72) considéré comme le second meilleur parcours du club, il est ouvert en 1919.
- No 5 (par 72) ouvert en 1961
- No 6 (par 72) ouvert en 1979
- No 7 (par 72) ouvert en 1986
- No 8 (par 72) ouvert en 1996 pour célébrer les 100 ans du club.
- No 9 (par 72) est un parcours dessiné par Jack Nicklaus pour le National Golf Club, club privé voisin de Pinehurst. Il est racheté en 2014 pour devenir le No 9.

Néanmoins, le plus récent parcours est le Cradle (en français « le berceau »), parcours de 9 trous inauguré en 2017.